# Buspirone
Buspirone, được bán dưới tên thương hiệu Buspar trong số những loại khác, là một loại thuốc chủ yếu được sử dụng để điều trị rối loạn lo âu, đặc biệt là rối loạn lo âu tổng quát. Lợi ích hỗ trợ sử dụng ngắn hạn của nó. Nó không hữu ích cho rối loạn tâm thần. Nó được dùng bằng miệng, và có thể mất đến bốn tuần để có hiệu lực.
Các tác dụng phụ thường gặp bao gồm buồn nôn, đau đầu, chóng mặt và khó tập trung. Tác dụng phụ nghiêm trọng có thể bao gồm ảo giác, hội chứng serotonin và co giật. Sử dụng trong thai kỳ có vẻ an toàn nhưng chưa được nghiên cứu kỹ, trong khi sử dụng trong thời gian cho con bú không được khuyến cáo. Làm thế nào nó hoạt động là không rõ ràng nhưng nó không liên quan đến các loại thuốc benzodiazepin.
Buspirone được sản xuất lần đầu tiên vào năm 1968 và được chấp thuận cho sử dụng y tế tại Hoa Kỳ vào năm 1986. Nó có sẵn như là một loại thuốc tổng quát. Một tháng cung cấp tại Vương quốc Anh tiêu tốn của NHS khoảng 10 GBP vào năm 2019. Tại Hoa Kỳ, chi phí bán buôn của số tiền này là khoảng 2,65 USD. Năm 2016, đây là loại thuốc được kê đơn nhiều thứ 90 tại Hoa Kỳ với hơn 8 triệu đơn thuốc.

## Sử dụng trong y tế

### Lo âu
Buspirone được sử dụng để điều trị ngắn các rối loạn lo âu hoặc các triệu chứng lo âu. Nó thường ít được ưa thích hơn các chất ức chế tái hấp thu serotonin có chọn lọc (SSRIs).
Buspirone không có tác dụng giải lo âu ngay lập tức, và do đó có tác dụng khởi phát chậm; hiệu quả lâm sàng đầy đủ của nó có thể cần 2 đến 4 tuần để biểu hiện. Thuốc đã được chứng minh là có hiệu quả tương tự trong điều trị GAD với các thuốc benzodiazepin bao gồm diazepam, alprazolam, lorazepam và clorazepate. Buspirone không được biết là có hiệu quả trong điều trị các rối loạn lo âu khác ngoài GAD, mặc dù có một số bằng chứng hạn chế rằng nó có thể hữu ích trong điều trị chứng ám ảnh sợ xã hội như là một thuốc bổ trợ cho các thuốc ức chế tái hấp thu serotonin có chọn lọc (SSRIs).

### Công dụng khác

#### Rối loạn chức năng tình dục
Có một số bằng chứng cho thấy buspirone tự nó có thể hữu ích trong điều trị rối loạn ham muốn tình dục kém hoạt động (HSDD) ở phụ nữ.

#### Linh tinh
Buspirone không có hiệu quả như là một phương pháp điều trị cho việc cai benzodiazepine, cai barbiturat hoặc cai rượu/mê sảng.

## Chống chỉ định
Buspirone có những chống chỉ định này:
- Quá mẫn với buspirone
- Nhiễm toan chuyển hóa, như trong bệnh tiểu đường
- Không nên được sử dụng với các chất ức chế MAO
- Gan và/hoặc chức năng thận bị tổn thương nghiêm trọng

## Tác dụng phụ
Các tác dụng phụ được biết đến liên quan đến buspirone bao gồm chóng mặt, đau đầu, buồn nôn, hồi hộp và dị cảm. Buspirone được dung nạp tương đối tốt, và không liên quan đến an thần, suy giảm nhận thức và tâm lý, thư giãn cơ, lệ thuộc vật lý hoặc tác dụng chống co giật. Ngoài ra, buspirone không tạo ra hưng phấn, và không phải là thuốc lạm dụng.

## Lịch sử
Buspirone lần đầu tiên được tổng hợp, bởi một nhóm tại Mead Johnson, vào năm 1968, nhưng không được cấp bằng sáng chế cho đến năm 1975.     Nó ban đầu được phát triển như là một thuốc chống loạn thần tác động lên các thụ thể D 2, nhưng đã được tìm thấy là không hiệu quả trong điều trị rối loạn tâm thần và được thêm thắt như một giải lo âu. Năm 1986, Bristol-Myers Squibb đã được FDA chấp thuận cho buspirone trong điều trị GAD. Bằng sáng chế được đặt trên buspirone đã hết hạn vào năm 2001 và hiện nó đã có sẵn dưới dạng thuốc tổng quát.

## Xã hội và văn hoá

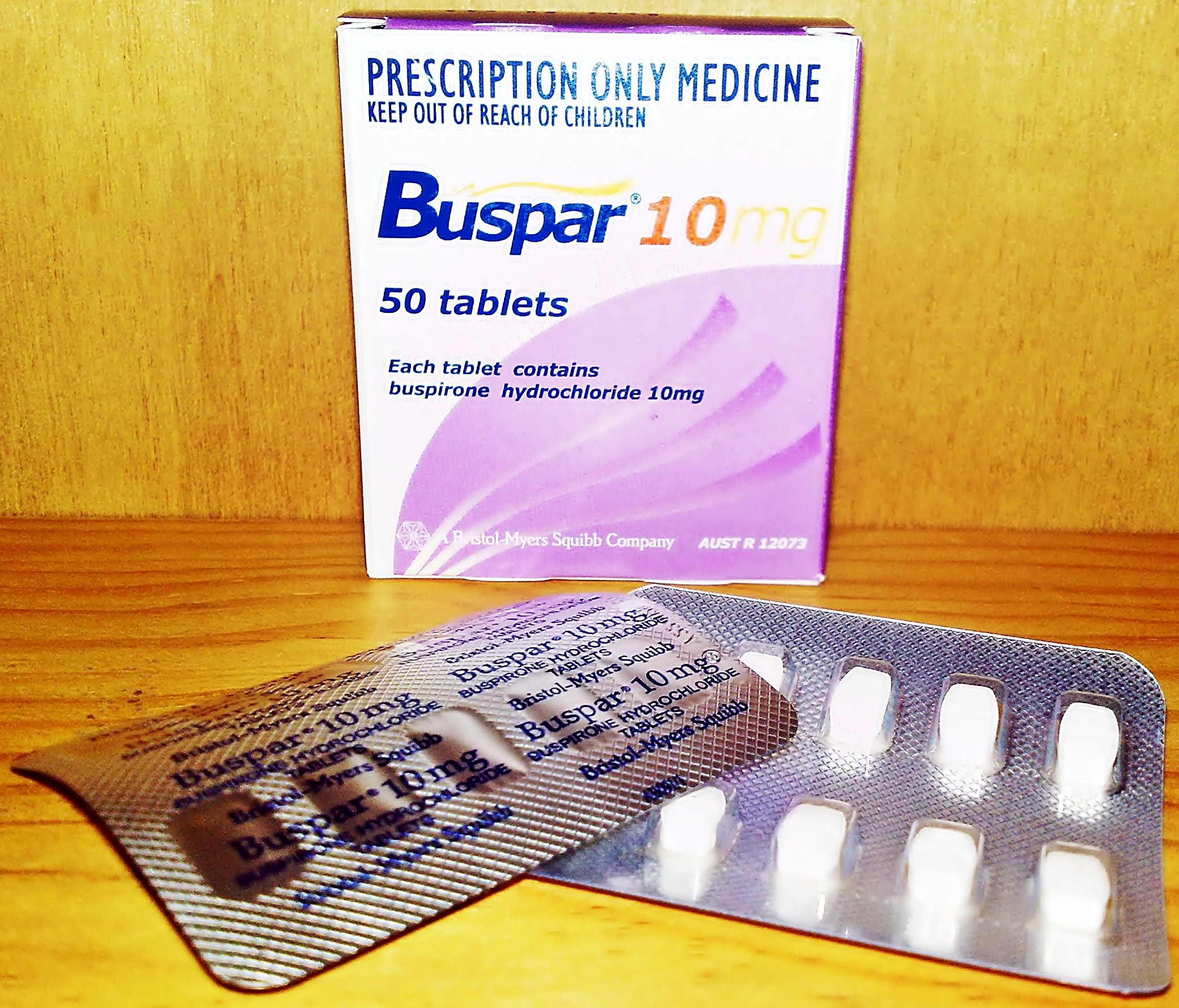
Buspar (buspirone) viên 10 mg.

### Tên chung
Buspirone là INN, BAN, DCF và DCIT của buspirone, trong khi buspirone hydrochloride là USAN, BANM và JAN.

### Biệt dược
Buspirone chủ yếu được bán dưới tên biệt dược Buspar.

## Nghiên cứu
Một số nghiên cứu dự kiến hỗ trợ các ứng dụng khác như trầm cảm và các vấn đề hành vi sau tổn thương não.